# Gaston Maspero
Pour les articles homonymes, voir Maspero.

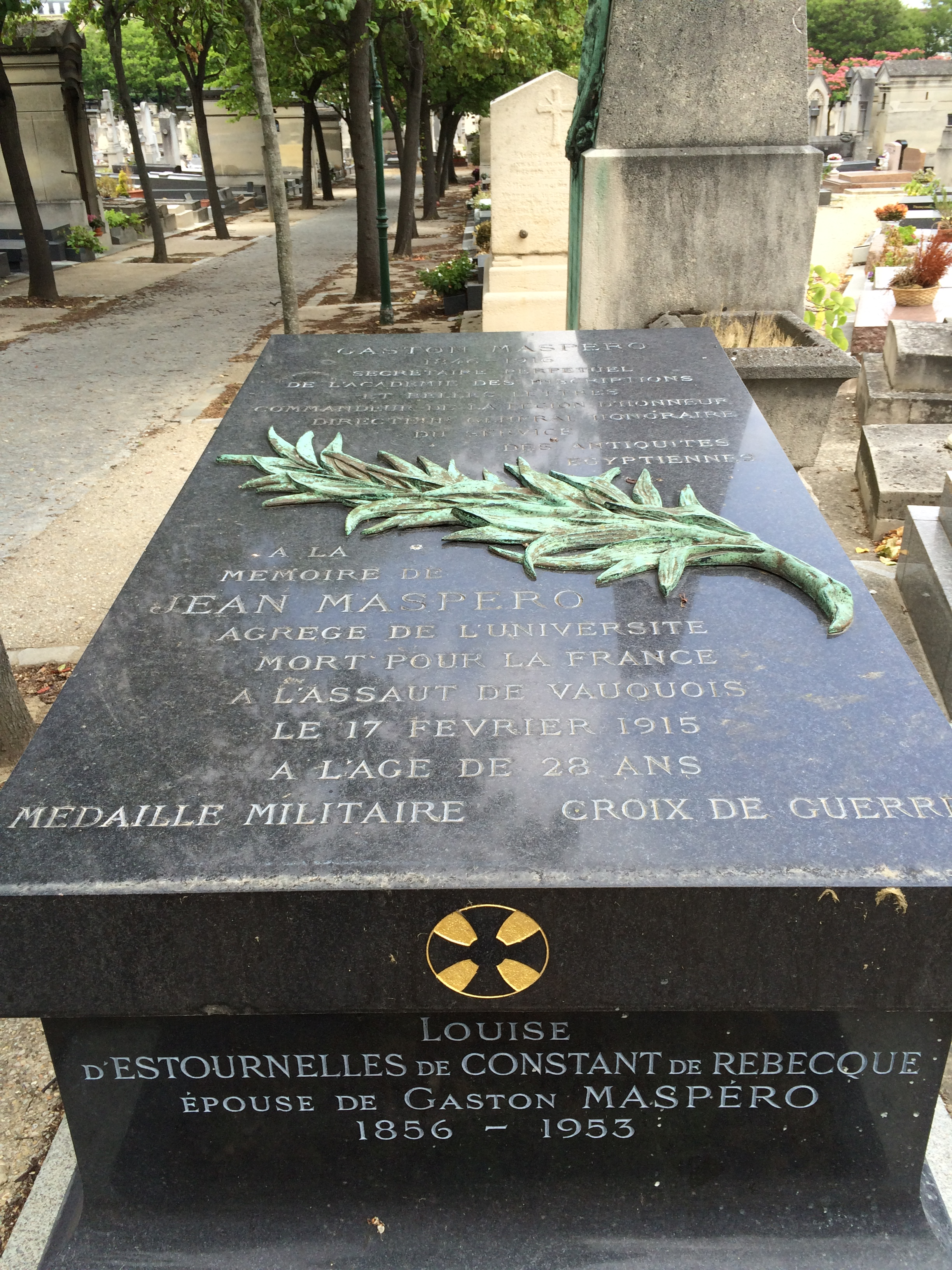
Sépulture de Gaston Maspero au cimetière du Montparnasse (div. 3) à Paris XIVe

Gaston Camille Charles Maspero (né le 24 juin 1846 à Paris et mort le 30 juin 1916 dans le 6e arrondissement de Paris) est un égyptologue français, professeur au Collège de France (1874), membre de l’Académie des inscriptions et belles-lettres (1883), commandeur de la Légion d'honneur (1896).

## Biographie

### Parcours de formation
Gaston Maspero est né dans l'ancien 1er arrondissement de Paris le 24 juin 1846 à 4 heures du matin de Adela Evelina Maspero, née en 1822 à Milan, fille d'un imprimeur milanais, et de père non dénommé, mais identifié par la tradition familiale à Camillo Marsuzi de Aguirre, révolutionnaire italien en fuite.
Il fait ses études secondaires au lycée Louis-le-Grand puis à l'École normale supérieure (1865).
Il s'intéresse très tôt aux langues orientales et traduit le texte de la « stèle de Napata », rapportée par Auguste Mariette. Il passe une année en Amérique latine, notamment en Uruguay (1867-1868), pour mener des études sur le quechua, puis il obtient un poste de répétiteur de langue et d'archéologie égyptiennes, à l'École pratique des hautes études, qui venait d’être créée, et où enseigne Emmanuel de Rougé.
Durant la guerre franco-prussienne de 1870, il s’engage comme garde mobile et prend la nationalité française. Le 11 novembre 1871, il épouse la journaliste Harriett Yapp, dite Ettie, proche de Mallarmé,. De cette union naîtront deux enfants : Georges, futur sinologue, et Isabelle.
Grand érudit, il soutient fin 1872 à Sorbonne ses thèses de doctorat, la principale, de lettres, intitulée Le genre épistolaire chez les anciens Égyptiens, première thèse d'égyptologie universitaire réalisée en France, et la secondaire intitulée De Carchemis oppidi situ et historia antiquissima,.
Quelques jours après la naissance d'Isabelle, le 20 septembre 1873 Harriett meurt d'une péritonite à 27 ans.
Il épouse en 1880 Louise Balluet d'Estournelles de Constant de Rebecque (1856-1953), petite-nièce de Benjamin Constant et sœur de Paul d'Estournelles de Constant, sénateur et Prix Nobel de la paix en 1909. De cette union naîtront deux enfants : Henri Maspero, sinologue, et Jean Maspero, helléniste et égyptologue.

### Parcours professionnel
En 1872, après la mort d’Emmanuel de Rougé, Gaston Maspero est proposé à la chaire de philologie et antiquités égyptiennes du Collège de France, mais le ministère l'estime trop jeune (il a 26 ans) et le nomme chargé de cours, il ne sera titularisé qu'en mars 1874.
En 1880, l'état de santé d'Auguste Mariette s'est altéré, et le cabinet du ministre de l’Instruction publique Jules Ferry nomme Gaston Maspero à la tête d'une mission archéologique permanente, sous le nom d’École française du Caire. Le décret est signé par Jules Ferry le 28 décembre 1880. La mission de Maspero consiste à « dresser le plan d’une école scientifique orientale dont le siège serait au Caire, d’en réunir les éléments et de partir sans retard pour l’Égypte, afin d’appuyer Mariette car si celui-ci venait à mourir et était remplacé par un étranger, la direction du Service officiel des fouilles échapperait à la France ».
Après la disparition de Mariette en janvier 1881, Maspero prend à 34 ans sa succession à la direction du Service des antiquités égyptiennes et du musée d’Archéologie égyptienne de Boulaq, au Caire.
Il découvre en 1881 à Saqqarah les Textes des pyramides, textes religieux et rituels, qui avaient pour fonction d'aider le mort à accomplir le passage funéraire. Ces textes concernent plusieurs pharaons, notamment Ounas, Pépi Ier et Pépi II. D'autres textes funéraires sont trouvés dans la pyramide de Mérenrê Ier. L’année suivante, Maspero, qui a demandé qu'une enquête officielle soit menée à propos de la cachette royale de Deir el-Bahari, dont des antiquités étaient proposées sur le marché depuis quelques années, peut y accéder.
Son collaborateur, Emil Brugsch, archéologue allemand, se rend sur le site, revendiquant les momies pour le Service de conservation des antiquités de l'Égypte, et obtient le dégagement et la fouille de la cachette des momies royales pour la mission française.
Il est élu membre de l’Académie des inscriptions et belles-lettres le 30 novembre 1883.
Au début de 1886, Maspero conduit les travaux de désensablement du Sphinx de Gizeh, tandis que quatre habitants de Gournah, fouillant à Deir el-Médineh, trouvent un puits d’accès à une tombe ; Maspero pénètre dans le tombeau de Sennedjem, un fonctionnaire ramesside. Les découvertes sont acheminées vers le musée de Boulaq, devenu trop exigu et que Maspero projette de transférer au Caire.
En 1886, Maspero rentre en France, et reprend ses cours au Collège de France et à l'École des hautes études.
Il est rappelé en Égypte en 1899, et y reste alors jusqu'en sa retraite en 1914. Il dirige le déménagement du musée d'égyptologie - entre-temps transféré au palais de Giza de 1889 à 1902 — c'est la création du musée égyptien du Caire. L’inauguration officielle a lieu en novembre 1903.

À Louxor, dans les temples de Karnak, il fait dégager le site, qui est fouillé méthodiquement : 
« Voici vingt mois que nous pêchons la statue dans le temple de Karnak. [...] Sept cents monuments en pierre sont déjà sortis de l’eau, mais [...] c’est un peuple complet qui remonte à la lumière et qui vient réclamer un abri aux galeries de notre musée. »
En 1904, alors que les Britanniques décident de rehausser de sept mètres le barrage d'Assouan, il parvient à lever les fonds nécessaires pour isoler, consolider, mais aussi étudier un grand nombre d'édifices religieux de Basse-Nubie, menacés d'engloutissement.
Gaston Maspero quitte définitivement l’Égypte en 1914, laissant la direction générale des Antiquités à Pierre Lacau.
Il est élu secrétaire perpétuel de l’Académie des inscriptions et belles-lettres le 24 juillet 1914. Le 30 juin 1916, alors qu'il assiste à une séance de l'académie, il est victime d’un malaise et meurt sur son banc. Sur sa première tombe est gravé Ma spero (Mais j’espère). Son corps est ensuite transféré au cimetière du Montparnasse.
Maspero fut aussi membre de la Société théosophique.

### Hommages
- Commandeur de la Légion d'honneur[12]
- Docteur honoris causa de l’université d'Oxford.
- Commandeur de l’ordre de Saint-Michel et Saint-Georges (Royaume-Uni).
- Membre du Queen’s College (université d’Oxford), de l’Institut archéologique américain (Boston), de la Société américaine de philosophie (Philadelphie) et de l’American Oriental Society (Ann Arbor).
- Membre de plusieurs académies, dont l'Académie des sciences de Turin et l’Académie américaine des arts et des sciences (Cambridge, Massachusetts).
- Au Caire, le bâtiment de la radio-télévision égyptienne (ERTU) porte le nom de Maspero Building.
- À Paris, la rue Maspero lui rend hommage.

### Postérité

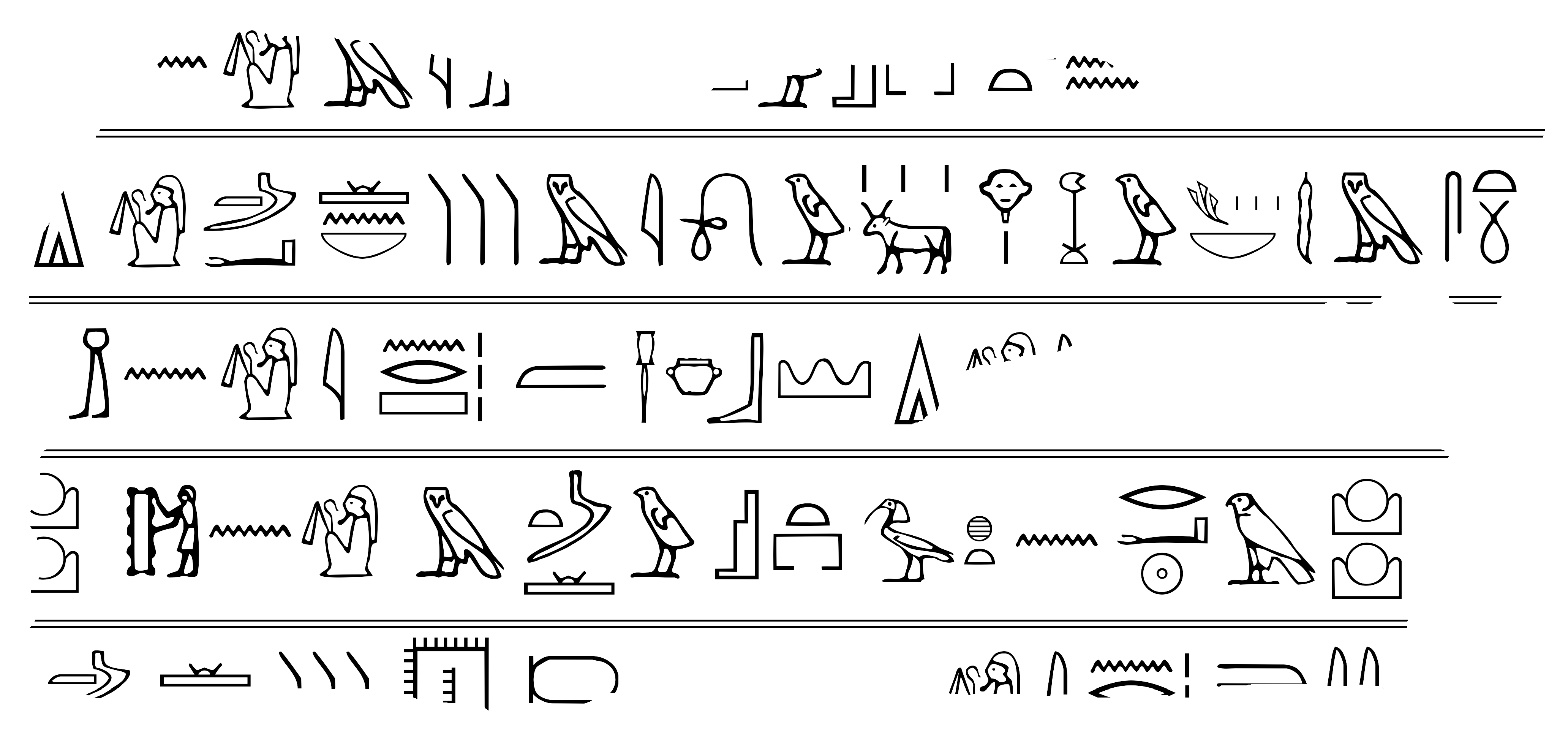
La « pierre de Maspéro », antiquité inventée pour Le Mystère de la Grande Pyramide.

- Edgar P. Jacobs, bédéiste belge, s'est servi des travaux de l'égyptologue pour documenter Le Mystère de la Grande Pyramide (1950 – 1952), épisode de la série Blake et Mortimer. De plus, avec l'aide de l'égyptologue belge Pierre Gilbert, il crée pour les besoins de son histoire la « pierre de Maspéro », antiquité imaginaire du Musée égyptien du Caire couverte de hiéroglyphes[13].

## Publications
- Des formes de la conjugaison en égyptien antique, en démotique et en copte, 1871.
- Du genre épistolaire chez les Égyptiens de l'époque pharaonique, 1872 (lire en ligne)
- Histoire ancienne des peuples de l'Orient, 1875 ; réédition Hachette et Cie, 1917.
- L'Égypte à petites journées : études et souvenirs, 1877.
- De quelques navigations des Égyptiens sur les côtes de la mer Érythrée, 1878.
- Nouveau fragment d'un commentaire sur le second livre d'Hérodote, 1879.
- L’Archéologie égyptienne, 1887.
- La Syrie avant l'invasion des Hébreux, 1887.
- Les Contes populaires de l'Égypte ancienne, 1889, comprenant[14] :
  - Le Conte des deux frères
  - Le roi Khoufoui et les magiciens (it)
  - Les Plaintes du Fellah
  - Les mémoires de Sinouhît
  - Le naufragé
  - Comment Thoutîyi prit la ville de Joppé
  - Le cycle de Satni-Khâmoîs
    - L'aventure de Satni-Khâmoîs avec les momies (it)
    - L'aventure véridique de Satni-Khâmoîs et de son fils Sénosiris
    - Comment Satni-Khâmoîs triompha des Assyriens

  - Le cycle de Ramsès II
    - La fille du prince de Bakhtan et l'esprit professeur (en)
    - La geste de Sésôstris
    - La geste d'Ozymandias

  - Le prince prédestiné
  - Le conte de Rhampsinit
  - Le voyage d'Ounamounou aux côtes de Syrie
  - Le cycle de Pétoubastis
    - L'emprise de la cuirasse
    - L'emprise du trône

  - Fragments :
    - Fragment d'un conte fantastique antérieur à la XVIIIe dynastie
    - La querelle d'Apopi et de Saqnounrîya
    - Fragments d'une histoire de revenant
    - Histoire d'un matelot
    - L'aventure du sculpteur Pétêsis et du roi Nectonabo
    - Fragments de la version copte-thébaine du Roman d'Alexandre
    - Chapitre XXXIII : sur ceux qui firent boire la potion de mort à Alexandre
- Les Momies royales de Deir el-Bahari, 1889.
- Histoire de l'Orient, 1891.
- Études de mythologie et d'archéologie égyptiennes, 1892-1916.
- Les Inscriptions des pyramides de Saqqarah, 1894.
- Histoire ancienne des peuples de l'Orient classique, 3 vol., Éditions Hachette, 1895-1899,
  - Les origines. Égypte et Chaldée, 1895,
  - Les premières mêlées. Des peuples, 1897,
  - Les empires, 1899.
- Guide du visiteur au musée du Caire, 1902.
- Notice biographique sur Auguste Mariette, 1904.
- Ruines et paysages d'Égypte, 1910.
- Hymne au Nil, 1912.
- Essais sur l'art égyptien, 1912.
- L’Égyptologie : la science française, 1915.
- Introduction à l'étude de la phonétique égyptienne, 1917.
- Catalogue général des antiquités égyptiennes du Musée du Caire, N° 29301-29303, Sarcophages des époques persane et ptolémaïque, tome 1, Fasc. 1, 1908 (lire en ligne)
- Catalogue général des antiquités égyptiennes du Musée du Caire, N° 29301-29306, Sarcophages des époques persane et ptolémaïque, tome 1, Fasc. 2, 1914 (lire en ligne)
- avec Henri Gauthier, Catalogue général des antiquités égyptiennes du Musée du Caire, N° 29307-29323, Sarcophages des époques persane et ptolémaïque, 1939 (lire en ligne)

## Source
- Notice, Liste des académiciens, Académie des inscriptions et belles-lettres.